# Rappresentanti permanenti alle Nazioni Unite
I rappresentanti permanenti curano gli interessi delle nazioni di appartenenza presso l'Organizzazione delle Nazioni Unite.

## Stati membri delle Nazioni Unite
| Nome                                    | Nazione                   | Data di presentazione delle credenziali | Note       |
| --------------------------------------- | ------------------------- | --------------------------------------- | ---------- |
| Adela Raz                               | Afghanistan               | 8 marzo 2019                            |            |
| Ferit Hoxha                             | Albania                   | 26 ottobre 2021                         |            |
| Mohamed Ennadir Larbaoui                | Algeria                   | 13 gennaio 2022                         |            |
| Elisenda Vives Balmaña                  | Andorra                   | 3 novembre 2015                         |            |
| Maria de Jesus dos Reis Ferreira        | Angola                    | 21 maggio 2018                          |            |
| Walton Alfonso Webson                   | Antigua e Barbuda         | 17 dicembre 2014                        |            |
| Abdulaziz Mohammed O. Alwasil           | Arabia Saudita            | 2 agosto 2022                           |            |
| María del Carmen Squef                  | Argentina                 | 31 agosto 2020                          |            |
| Mher Margaryan                          | Armenia                   | 31 agosto 2018                          |            |
| Mitchell Peter Fifield                  | Australia                 | 22 ottobre 2019                         |            |
| Alexander Marschik                      | Austria                   | 6 luglio 2020                           |            |
| Yashar T. Aliyev                        | Azerbaigian               | 10 giugno 2014                          |            |
| Stan Oduma Smith                        | Bahamas                   | 10 marzo 2022                           |            |
| Jamal Fares Alrowaiei                   | Bahrein                   | 14 settembre 2011                       |            |
| Muhammad Abdul Muhith                   | Bangladesh                | 2 agosto 2022                           |            |
| François Ayodele Jackman                | Barbados                  | 21 maggio 2021                          |            |
| Philippe Kridelka                       | Belgio                    | 10 agosto 2020                          |            |
| Carlos Cecil Fuller                     | Belize                    | 31 marzo 2021                           |            |
| Jean-Claude Félix de Rego               | Benin                     | 16 settembre 2016                       |            |
| Doma Tshering                           | Bhutan                    | 13 settembre 2017                       |            |
| Valentin Rybakov                        | Bielorussia               | 15 settembre 2017                       |            |
| Hau Do Suan                             | Birmania                  | 5 luglio 2016                           |            |
| Rubén Darío Cuéllar Suárez              | Bolivia                   | 6 gennaio 2020                          |            |
| Sven Alkalaj                            | Bosnia ed Erzegovina      | 5 luglio 2019                           |            |
| Collen Vixen Kelapile                   | Botswana                  | 26 ottobre 2018                         |            |
| Ronaldo Costa Filho                     | Brasile                   | 6 febbraio 2020                         |            |
| Hajah Noor Qamar binti Haji Sulaiman    | Brunei                    | 18 febbraio 2019                        |            |
| Georgi Velikov Panayotov                | Bulgaria                  | 9 settembre 2016                        |            |
| Yemdaogo Eric Tiare                     | Burkina Faso              | 21 dicembre 2015                        |            |
| Albert Shingiro                         | Burundi                   | 4 settembre 2014                        |            |
| Sovann Ke                               | Cambogia                  | 13 agosto 2018                          |            |
| Michel Tommo Monthé                     | Camerun                   | 8 settembre 2008                        |            |
| Marc-André Blanchard                    | Canada                    | 12 aprile 2016                          |            |
| José Luis Fialho Rocha                  | Capo Verde                | 5 dicembre 2016                         |            |
| Ali Alefei Moustapha                    | Ciad                      | 9 gennaio 2017                          |            |
| Milenko Skoknic Tapia                   | Cile                      | 21 maggio 2018                          |            |
| Zhang Yun                               | Cina                      | 30 luglio 2019                          |            |
| Andreas D. Mavroyiannis                 | Cipro                     | 23 luglio 2019                          |            |
| Leonor Zalabata                         | Colombia                  | 06 ottobre 2022                         |            |
| Mohamed Soilihi Soilih                  | Comore                    | 5 novembre 2014                         |            |
| Kim Song                                | Corea del Nord            | 20 settembre 2018                       |            |
| Cho Hyun                                | Corea del Sud             | 22 ottobre 2019                         |            |
| Kacou Houadja Léon                      | Costa d'Avorio            | 12 luglio 2018                          |            |
| Rodrigo Alberto Carazo Zeledón          | Costa Rica                | 31 agosto 2018                          |            |
| Ivan Šimonović                          | Croazia                   | 16 settembre 2019                       |            |
| Anayansi Rodríguez Camejo               | Cuba                      | 23 gennaio 2017                         |            |
| Martin Bille Hermann                    | Danimarca                 | 14 gennaio 2019                         |            |
| Loreen Ruth Bannis-Roberts              | Dominica                  | 22 agosto 2016                          |            |
| Luis Benigno Alfredo Gallegos Chiriboga | Ecuador                   | 20 novembre 2018                        |            |
| Mohamed Fathi Ahmed Edrees              | Egitto                    | 28 febbraio 2018                        |            |
| Egriselda Aracely González López        | El Salvador               | 21 agosto 2019                          |            |
| Lana Zaki Nusseibeh                     | Emirati Arabi Uniti       | 18 settembre 2013                       |            |
| Sophia Tesfamariam Yohannes             | Eritrea                   | 5 settembre 2019                        |            |
| Sven Jürgenson                          | Estonia                   | 13 agosto 2015                          |            |
| Taye Atske Sellassie Made               | Etiopia                   | 10 settembre 2018                       |            |
| Satyendra Prasad                        | Figi                      | 21 maggio 2018                          |            |
| Antonio Manuel R. Lagdameo              | Filippine                 | 07 settembre 2022                       |            |
| Jukka Salovaara                         | Finlandia                 | 4 giugno 2019                           |            |
| Jérôme Bonnafont                        | Francia                   | 14 febbraio 2025                        |            |
| Michel Xavier Biang                     | Gabon                     | 18 agosto 2017                          |            |
| Lang Yabou                              | Gambia                    | 18 ottobre 2018                         |            |
| Kaha Imnadze                            | Georgia                   | 23 luglio 2013                          |            |
| Christoph Heusgen                       | Germania                  | 26 luglio 2017                          |            |
| Martha Ama Akyaa Pobee                  | Ghana                     | 31 luglio 2015                          |            |
| Courtenay Rattray                       | Giamaica                  | 25 giugno 2013                          |            |
| Ishikane Kimihiro                       | Giappone                  | 19 novembre 2019                        |            |
| Mohamed Siad Doualeh                    | Gibuti                    | 24 novembre 2015                        |            |
| Dina Kawar                              | Giordania                 | 19 agosto 2014                          |            |
| Maria Theofili                          | Grecia                    | 13 settembre 2017                       |            |
| Kesha A. McGuire                        | Grenada                   | 12 aprile 2016                          |            |
| Luis Antonio Lam Padilla                | Guatemala                 | 5 settembre 2019                        |            |
| Sidibé Fatoumata Kaba                   | Guinea                    | 5 luglio 2018                           |            |
| Fernando Delfim Da Silva                | Guinea-Bissau             | 12 settembre 2017                       |            |
| Anatolio Ndong Mba                      | Guinea Equatoriale        | 7 gennaio 2010                          |            |
| Rudolp Michael Ten-Pow                  | Guyana                    | 22 agosto 2016                          |            |
| Jean Baptiste Reynold Leroy             | Haiti                     | ad interim                              |            |
| Mary Elizabeth Flores                   | Honduras                  | 29 aprile 2010                          |            |
| T. S. Tirumurti                         | India                     | 19 maggio 2020                          |            |
| Dian Triansyah Djani                    | Indonesia                 | 12 aprile 2016                          |            |
| Majid Takht-Ravanchi                    | Iran                      | 23 aprile 2019                          |            |
| Mohammed Hussein Bahr Aluloom           | Iraq                      | 12 settembre 2017                       |            |
| Geraldine Byrne Nason                   | Irlanda                   | 18 agosto 2017                          |            |
| Jörundur Valtýsson                      | Islanda                   | 5 settembre 2019                        |            |
| Amatlain Elizabeth Kabua                | Isole Marshall            | 5 luglio 2016                           |            |
| Robert Sisilo                           | Isole Salomone            | 23 gennaio 2017                         |            |
| Danny Danon                             | Israele                   | 14 agosto 2015                          |            |
| Maurizio Massari                        | Italia                    | 19 luglio 2021                          | Precedenti |
| Kairat Umarov                           | Kazakistan                | 9 gennaio 2017                          |            |
| Lazarus Ombai Amayo                     | Kenya                     | 21 maggio 2018                          |            |
| Mirgul Moldoisaeva                      | Kirghizistan              | 12 aprile 2016                          |            |
| Mansour Ayyad SH A Alotaibi             | Kuwait                    | 4 marzo 2010                            |            |
| Anouparb Vongnorkeo                     | Laos                      | 28 gennaio 2020                         |            |
| Nkopane Raseen Monyane                  | Lesotho                   | 18 febbraio 2019                        |            |
| Andrejs Pildegovičs                     | Lettonia                  | 5 settembre 2018                        |            |
| Amal Mudallali                          | Libano                    | 15 gennaio 2018                         |            |
| Dee-Maxwell Saah Kemayah                | Liberia                   | 20 settembre 2018                       |            |
| Taher M. El-Sonni                       | Libia                     | 6 gennaio 2020                          |            |
| Christian Wenaweser                     | Liechtenstein             | 1º ottobre 2002                         |            |
| Audra Plepytė                           | Lituania                  | 18 agosto 2017                          |            |
| Christian Braun                         | Lussemburgo               | 9 settembre 2016                        |            |
| Vasile Andonovski                       | Macedonia del Nord        | 14 marzo 2014                           |            |
| Arisoa Lala Razafitrimo                 | Madagascar                | 23 marzo 2018                           |            |
| Perks Master Clemency Ligoya            | Malawi                    | 24 agosto 2018                          |            |
| Thilmeeza Hussain                       | Maldive                   | 21 maggio 2019                          |            |
| Syed Mohamad Hasrin Aidid               | Malaysia                  | 5 luglio 2019                           |            |
| Issa Konfourou                          | Mali                      | 9 settembre 2016                        |            |
| Vanessa Frazier                         | Malta                     | 6 gennaio 2020                          |            |
| Omar Hilale                             | Marocco                   | 23 aprile 2014                          |            |
| Sidi Mohamed Taleb Amar                 | Mauritania                | 18 febbraio 2019                        |            |
| Jagdish Dharamchand Koonjul             | Mauritius                 | 24 novembre 2015                        |            |
| Juan Ramón de la Fuente Ramírez         | Messico                   | 18 febbraio 2019                        |            |
| Jane J. Chigiyal                        | Micronesia                | 2 dicembre 2011                         |            |
| Victor Moraru                           | Moldavia                  | 5 luglio 2017                           |            |
| Isabelle F. Picco                       | Monaco                    | 11 settembre 2009                       |            |
| Vorshilov Enkhbold                      | Mongolia                  | 20 febbraio 2020                        |            |
| Milica Pejanović Đurišić                | Montenegro                | 21 maggio 2018                          |            |
| António Gumende                         | Mozambico                 | 20 ottobre 2011                         |            |
| Neville Melvin Gertze                   | Namibia                   | 9 gennaio 2017                          |            |
| Marlene Moses                           | Nauru                     | 30 marzo 2005                           |            |
| Amrit Bahadur Rai                       | Nepal                     | 8 marzo 2019                            |            |
| Jaime Hermida Castillo                  | Nicaragua                 | 18 ottobre 2018                         |            |
| Tijjani Muhammad Bande                  | Nigeria                   | 3 maggio 2017                           |            |
| Abdou Abarry                            | Niger                     | 4 giugno 2019                           |            |
| Mona Juul                               | Norvegia                  | 14 gennaio 2019                         |            |
| Craig John Hawke                        | Nuova Zelanda             | 18 agosto 2017                          |            |
| Mohamed Al Hassan                       | Oman                      | 21 agosto 2019                          |            |
| Karel van Oosterom                      | Paesi Bassi               | 5 agosto 2013                           |            |
| Munir Akram                             | Pakistan                  | 19 novembre 2019                        |            |
| Ngedikes Olai Uludong                   | Palau                     | 21 marzo 2017                           |            |
| Melitón Alejandro Arrocha Ruiz          | Panama                    | 28 febbraio 2018                        |            |
| Max Hufanen Rai                         | Papua Nuova Guinea        | 9 giugno 2016                           |            |
| Julio César Arriola Ramirez             | Paraguay                  | 21 marzo 2017                           |            |
| Néstor Popolizio                        | Perù                      | 6 dicembre 2019                         |            |
| Joanna Wronecka                         | Polonia                   | 19 dicembre 2017                        |            |
| Francisco António Duarte Lopes          | Portogallo                | 13 settembre 2017                       |            |
| Sheikh Alya bint Ahmed Al Thani         | Qatar                     | 24 ottobre 2013                         |            |
| Ignace Gata Mavita wa Lufuta            | RD del Congo              | 5 settembre 2012                        |            |
| Karen Pierce                            | Regno Unito               | 23 marzo 2018                           |            |
| Marie Chatardová                        | Rep. Ceca                 | 2 agosto 2016                           |            |
| Ambroisine Kpongo                       | Rep. Centrafricana        | 19 settembre 2014                       |            |
| Raymond-Serge Balé                      | Rep. del Congo            | 11 novembre 2008                        |            |
| Francisco Antonio Cortorreal            | Rep. Dominicana           | 16 aprile 2014                          |            |
| Ion Jinga                               | Romania                   | 13 agosto 2015                          |            |
| Valentine Rugwabiza                     | Ruanda                    | 11 novembre 2016                        |            |
| Vasily Nebenzya                         | Russia                    | 28 luglio 2017                          |            |
| Sam Terrance Condor                     | Saint Kitts e Nevis       | 27 ottobre 2015                         |            |
| Inga Rondha King                        | Saint Vincent e Grenadine | 13 settembre 2013                       |            |
| Ali'ioaiga Feturi Elisaia               | Samoa                     | 18 settembre 2003                       |            |
| Damiano Beleffi                         | San Marino                | 22 agosto 2016                          |            |
| Cosmos Richardson                       | Saint Lucia               | 22 febbraio 2017                        |            |
| Cheikh Niang                            | Senegal                   | 12 luglio 2018                          |            |
| Milan Milanović                         | Serbia                    | 19 agosto 2013                          |            |
| Ronald Jean Jumeau                      | Seychelles                | 3 maggio 2017                           |            |
| Alie Kabba                              | Sierra Leone              | 5 settembre 2019                        |            |
| Burhanudeen Gafoor                      | Singapore                 | 22 agosto 2016                          |            |
| Bashar Jaafari                          | Siria                     | 31 luglio 2006                          |            |
| Michal Mlynár                           | Slovacchia                | 18 agosto 2017                          |            |
| Daria Bavdaz Kuret                      | Slovenia                  | 18 agosto 2017                          |            |
| Abukar Dahir Osman                      | Somalia                   | 26 luglio 2017                          |            |
| Agustín Santos Maraver                  | Spagna                    | 5 settembre 2018                        |            |
| Kshenuka Dhireni Senewiratne            | Sri Lanka                 | 21 agosto 2019                          |            |
| Linda Thomas-Greenfield                 | Stati Uniti               | 23 febbraio 2021                        | Precedenti |
| Jeremiah Nyamane Kingsley Mamabolo      | Sudafrica                 | 13 marzo 2013                           |            |
| Akuei Bona Malwal                       | Sudan del Sud             | 5 luglio 2016                           |            |
| Omer Mohamed Ahmed Siddig               | Sudan                     | 19 giugno 2019                          |            |
| Kitty Monique Sweeb                     | Suriname                  | 19 giugno 2019                          |            |
| Anna Karin Eneström                     | Svezia                    | 6 gennaio 2020                          |            |
| Jürg Lauber                             | Svizzera                  | 8 settembre 2015                        |            |
| Melusi Martin Masuku                    | eSwatini                  | 5 luglio 2017                           |            |
| Alcinio Cravid e Silva                  | São Tomé e Príncipe       | ad interim                              |            |
| Mahmadamin Mahmadaminov                 | Tagikistan                | 25 febbraio 2014                        |            |
| Kennedy Godfrey Gastorn                 | Tanzania                  | 13 marzo 2020                           |            |
| Vitavas Srivihok                        | Thailandia                | 21 maggio 2018                          |            |
| Milena Pires                            | Timor Est                 | 12 aprile 2016                          |            |
| Kokou Kpayedo                           | Togo                      | 30 giugno 2016                          |            |
| Viliami Va'inga Tōnē                    | Tonga                     | 5 luglio 2018                           |            |
| Pennelope Althea Beckles                | Trinidad e Tobago         | 22 agosto 2016                          |            |
| Nabil Ammar                             | Tunisia                   | 25 marzo 2025                           |            |
| Feridun Hadi Sinirlioglu                | Turchia                   | 21 ottobre 2016                         |            |
| Aksoltan Toreevna Ataeva                | Turkmenistan              | 23 febbraio 1995                        |            |
| Samuelu Laloniu                         | Tuvalu                    | 26 luglio 2017                          |            |
| Sergiy Kyslytsya                        | Ucraina                   | 20 febbraio 2020                        |            |
| Adonia Ayebare                          | Uganda                    | 3 maggio 2017                           |            |
| Katalin Annamária Bogyay                | Ungheria                  | 20 gennaio 2015                         |            |
| Carlos Daniel Amorín Tenconi            | Uruguay                   | 15 ottobre 2019                         |            |
| Bakhtiyor Ibragimov                     | Uzbekistan                | 23 maggio 2017                          |            |
| Odo Tevi                                | Vanuatu                   | 13 agosto 2014                          |            |
| Rafael Darío Ramírez Carreño            | Venezuela                 | 16 gennaio 2015                         |            |
| Dang Dinh Quy                           | Vietnam                   | 12 luglio 2018                          |            |
| Abdullah Ali Fadhel al-Saasi            | Yemen                     | 20 dicembre 2018                        |            |
| Ngosa Simbyakula                        | Zambia                    | 28 gennaio 2020                         |            |
| Frederick Musiiva Makamure Shava        | Zimbabwe                  | 19 settembre 2014                       |            |

## Osservatori all'Assemblea Generale delle Nazioni Unite

### Stati osservatori non-membri
| Nome                     | Stato              | Data di presentazione delle credenziali | Note |
| ------------------------ | ------------------ | --------------------------------------- | ---- |
| Gabriele Giordano Caccia | Città del Vaticano | 16 novembre 2019                        |      |
| Riyad H. Mansour         | Palestina          | 10 maggio 2005                          |      |

### Organizzazioni intergovernative e altre entità
| Nome                 | Entità          | Data di presentazione delle credenziali | Note |
| -------------------- | --------------- | --------------------------------------- | ---- |
| João Vale de Almeida | Unione europea  | 16 ottobre 2015                         |      |
| Paul Beresford-Hill  | Ordine di Malta | 1º agosto 2019                          |      |